# Roče
Roče so naselje v Občini Tolmin.